# Saison 6 de X-Files : Aux frontières du réel
Chronologie
The X-Files, le film Saison 7
Cet article présente le guide des épisodes de la sixième saison de la série télévisée américaine X-Files : Aux frontières du réel.

## Commentaires
La saison 6 fait suite au film X-Files combattre le futur (1998). Mais si celui- ci s’intercale entre les saisons 5 et 6, il n’a pas d’incidence sur la compréhension globale de la série télévisée.
La saison 6 commence comme finissait la saison 5, dans le doute. Pourtant au fur et à mesure des épisodes, la situation semble s’éclaircir pour les agents Fox Mulder et Dana Scully. Et ce, en dépit de la concurrence interne des agents Diana Fowley et Jeffrey Spender, promus à leur place. Plusieurs épisodes utilisent l’humour, voire l’autodérision (Bienvenue en Arcadie, Le Roi de la pluie), y compris Zone 51, ce qui est plutôt rare dans la série pour un double épisode. Cet épisode évoque le transfert corporel. D’autres nouveaux phénomènes paranormaux sont présents dans la saison 6 : le voyage dans le temps (Triangle), les revenants (Les Amants maudits)… Comme à l’accoutumée, la série a son lot de monstres et de curiosités de la nature : elles sont tantôt d’origine animale (Entre chien et loup, Agua mala), végétale (Spores), voire mystique (Bienvenue en Arcadie, Pauvre Diable).
Le dernier épisode de la saison arrive d’ailleurs à intégrer cette dimension mystique aux thèmes habituels du complot et des extraterrestres. La saison 6 offre justement des révélations sur le thème des extraterrestres : leur origine, leurs relations avec le Syndicat et les manipulations eugéniques que celui-ci tente de mettre en place. Sur ce point, le premier épisode, Le Commencement, peut d’ailleurs faire écho à l’épisode Compagnons de route de la saison 5, pourtant situé beaucoup plus tôt dans le temps.
La saison 6 s’intéresse par ailleurs à des personnages avec une influence sur le destin, pouvant prévoir la mort, faire littéralement la pluie et le beau temps ou donner vie au fruit de leur pensée. Dans l’épisode Lundi, Mulder pourra d’ailleurs, par lui-même, expérimenter le fait de pouvoir empêcher le destin.
Dans cette saison, la scientifique Susanne Modeski, disparue plusieurs années auparavant (épisode 3 de la saison 5) fait sa réapparition. La science est également évoquée par le biais de l’épisode Comptes à rebours, qui s’intéresse aux nanoparticules.
Mais la science ne peut pas toujours tout expliquer, et la saison 6 voit évoluer le personnage de Scully vers un moindre scepticisme à l’égard du paranormal. Notamment dans le dernier épisode où, Mulder malade, elle doit affronter seule une découverte fondamentale qui remettra profondément en cause ses croyances.
Il est également important de noter l'important changement de ton de la série dans cette saison. Si des épisodes à la tonalité plus légère, voire parodique, étaient apparus dans la saison précédente, la tendance s'accentue nettement ici avec certains épisodes (Triangle, Zone 51, Les Amants maudits, Le Roi de la pluie). En particulier, on remarque une complicité accrue, mais décalée, entre Mulder et Scully, en rupture avec l'ambiance sombre des saisons précédentes.

## Distribution

### Acteurs principaux
- David Duchovny (VF : Georges Caudron) : l'agent spécial Fox Mulder
- Gillian Anderson (VF : Caroline Beaune) : l'agent spécial Dana Scully

### Acteurs récurrents
- Mitch Pileggi (VF : Jacques Albaret) : le directeur adjoint Walter Skinner (8 épisodes)
- James Pickens Jr. : Alvin Kersh (6 épisodes)
- Chris Owens : l'agent spécial Jeffrey Spender (5 épisodes)
- Tom Braidwood : Melvin Frohike (5 épisodes)
- Dean Haglund : Richard Langly (5 épisodes)
- Bruce Harwood : John Fitzgerald Byers (4 épisodes)
- William B. Davis (VF : Jacques Brunet) : L'homme à la cigarette (4 épisodes)
- Nicholas Lea : l'agent Alex Krycek (4 épisodes)
- Mimi Rogers : Diana Fowley (4 épisodes)
- Michael McKean : Morris Fletcher (3 épisodes)
- Don S. Williams : le premier aîné (First Elder en VO) (3 épisodes)
- Wayne Alexander : le directeur adjoint G. Arnold
- Veronica Cartwright : Cassandra Spender (2 épisodes)
- George Murdock : le second aîné (2 épisodes)

## Épisodes

### Épisode 1:Le Commencement
- États-Unis : 8 novembre 1998 sur FOX
- France : 9 septembre 1999 sur M6

- États-Unis : 20,34 millions de téléspectateurs (première diffusion)

- Mitch Pileggi (Walter Skinner)
- William B. Davis (L'homme à la cigarette)
- Mimi Rogers (Diana Fowley)
- Chris Owens (Jeffrey Spender)
- Don S. Williams (1er aîné)
- George Murdock (2e aîné)
- Jeff Gulka (Gibson Praise)
- James Pickens Jr. (Alvin Kersh)
- Scott Eberlein (L'homme aux cheveux noirs)
- Rick Millikan (Sandy)
- Wayne Thomas Yorke (l'ouvrier)
- Wayne Alexander (l'assistant Arnold)
- Ralph Meyering Jr (le chirurgien)
- Benito Martinez (le prêtre)
- Kim Robillard (Homer)
- Arthur Taxier (assistant Bart)
- Wendie Malick (assistant Maslin)

### Épisode 2:Poursuite
- États-Unis : 15 novembre 1998 sur FOX
- France : 9 septembre 1999 sur M6

- États-Unis : 18,5 millions de téléspectateurs (première diffusion)

- James Pickens Jr. (le directeur adjoint Alvin Kersh)
- Bryan Cranston (Patrick Crump)
- Michael O'Neill (le capitaine de la patrouille)
- Harry Danner (le docteur du CDC)
- Junior Brown (Virgil Nokes)

### Épisode 3:Triangle
- États-Unis : 22 novembre 1998 sur FOX
- France : 23 septembre 1999 sur M6

- États-Unis : 18,2 millions de téléspectateurs (première diffusion)

- Mitch Pileggi (Walter Skinner)
- William B. Davis (L'homme à la cigarette)
- Chris Owens (Jeffrey Spender)
- Tom Braidwood (Melvin Frohike)
- Dean Haglund (Langly)
- Bruce Harwood (Byers)
- Arlene Pileggi (la secrétaire de Skinner)
- Laura Leigh Hughes (la secrétaire de Kersh)
- James Pickens Jr. (A.D. Kersh)
- Wolfgang Gerhard (1er nazi)
- Guido Foehrweisser (2e nazi)
- Kai Wulff (3e nazi)

- La tagline habituelle change ; Die Wahrheit ist irgendwo da Draußen (« La vérité est ailleurs » en allemand).
- En VO, une référence est faite à l'affaire Monica Lewinsky, lorsque Mulder dit « There's a little trouble over our White House but that will blow over... so to speak ».
- Cet épisode est entièrement tourné sous forme de plan-séquence, habilement entrecoupé de transitions censées masquer les changements de séquences.
- Mulder fait part de ses sentiments à Scully.

### Épisode 4:Zone 51,1repartie
- États-Unis : 29 novembre 1998 sur FOX
- France : 16 septembre 1999 sur M6

- États-Unis : 17,48 millions de téléspectateurs (première diffusion)

- James Pickens Jr (Alvin Kersh)
- Michael McKean (Morris Fletcher)
- Michael B. Silver (Howard Grodin)
- Scott Allan Campbell (Jeff Smoodge)
- Nora Dunn (JoAnne Fletcher)
- Tom Braidwood (Frohike)
- Dean Haglund (Langly)
- Bruce Harwood (Byers)
- Dara Hollingsworth (Christine Fletcher)
- Tyler Binkley (Terry Fletcher)

- Une erreur est à noter : on peut voir le reflet de Mulder à deux reprises :
  - Lorsque Joanne - la femme de Morris - et Mulder sont en train de danser.
  - Lorsque le vrai Morris regarde dans le rétroviseur.

### Épisode 5:Zone 51,2epartie
- États-Unis : 6 décembre 1998 sur FOX
- France : 16 septembre 1999 sur M6

- États-Unis : 17,01 millions de téléspectateurs (première diffusion)

- James Pickens Jr (Alvin Kersh)
- Michael McKean (Morris Fletcher)
- Michael B. Silver (Howard Grodin)
- Scott Allan Campbell (Jeff Smoodge)
- Nora Dunn (JoAnne Fletcher)
- Tom Braidwood (Frohike)
- Dean Haglund (Langly)
- Bruce Harwood (Byers)
- Dara Hollingsworth (Christine Fletcher)
- Tyler Binkley (Terry Fletcher)

- On apprend dans cet épisode que Mulder ne possède pas de chambre (information donnée dans les bonus DVD de la 5e saison) et est un amateur de revues et films pour adultes. De plus, son appartement en désordre, dans l'épisode est le numéro 42 et c'est la première fois qu'il est rangé.
- Morris assure que Saddam Hussein n'est en fait qu'un agent américain du nom de John Guilnits.
- Le prénom de Frohike est ici révélé : Melvin.

### Épisode 6:Les Amants maudits
- États-Unis : 13 décembre 1998 sur FOX
- France : 23 septembre 1999 sur M6

- États-Unis : 17,31 millions de téléspectateurs (première diffusion)

- Lily Tomlin (Lida)
- Edward Asner (Maurice)

### Épisode 7:Pauvre Diable
- États-Unis : 3 janvier 1999 sur FOX
- France : 30 septembre 1999 sur M6

- États-Unis : 18,69 millions de téléspectateurs (première diffusion)

- Bruce Campbell (Wayne Weinsider)
- Lisa Jane Persky (Laura Weinsider)
- Chris Owens (Jeffrey Spender)
- Michael Milhoan (Inspecteur Arky Stevens)

- La seconde femme de Wayne serait probablement un succube.
- La scène pré-générique où le mari de la jeune femme lui apporte un verre de lait est une référence au film d'Alfred Hitchcock, Soupçons.

### Épisode 8:Le Roi de la pluie
- États-Unis : 10 janvier 1999 sur FOX
- France : 30 septembre 1999 sur M6

- États-Unis : 21,24 millions de téléspectateurs (première diffusion)

- Victoria Jackson (Sheila Fontaine)
- Dirk Blocker (le maire Gilmore)
- Frankie Ingrassia (Cindy Culpepper)
- David Manis (Holman Hardt)
- Clayton Rohner (Daryl Mootz)

### Épisode 9:Compte à rebours
- États-Unis : 19 janvier 1999 sur FOX
- France : 7 octobre 1999 sur M6

- États-Unis : 15,65 millions de téléspectateurs (première diffusion)

- Mitch Pileggi (Walter Skinner)
- Nicholas Lea (Alex Krycek)
- Arlene Pileggi (l'assistante de Skinner)
- Raymond J. Barry (le sénateur Richard Matheson)
- Donna Marie Moore (infirmière #1)
- Greta Fadness (infirmière #2)
- John Towey (Kenneth Orgel)
- Kenneth Tigar (Docteur Plant)
- Jenny Gago (Docteur Katrina Cabrera)
- Mickey Knox (vieil entraîneur)

### Épisode 10:Photo mortelle
- États-Unis : 24 janvier 1999 sur FOX
- France : 7 octobre 1999 sur M6

- États-Unis : 15,83 millions de téléspectateurs (première diffusion)

- Geoffrey Lewis (Alfred Fellig)
- Richard Ruccolo (l'agent Peyton Ritter)
- James Pickens Jr. (Alvin Kersh)
- Thomas Rosales Jr. (Malcolm Wiggins)

### Épisode 11:Toute la vérité,1repartie
- États-Unis : 7 février 1999 sur FOX
- France : 14 octobre 1999 sur M6

- États-Unis : 18,81 millions de téléspectateurs (première diffusion)

- Mitch Pileggi (Walter Skinner)
- William B. Davis : l'homme à la cigarette
- Nicholas Lea (Alex Krycek)
- Mimi Rogers (Diana Fowley)
- Chris Owens (Jeffrey Spender)
- Veronica Cartwright (Cassandra Spender)
- Don S. Williams (le premier aîné)
- Al Ruscio (l'aîné n°3)
- George Murdock (le second aîné)
- Frank Ertl (l'aîné n°#4)
- James Newman (le chirurgien en chef)
- Nick Tate (Dr. Openshaw)
- Valarie Pettiford (un agent du FBI)

### Épisode 12:Toute la vérité,2epartie
- États-Unis : 14 février 1999 sur FOX
- France : 14 octobre 1999 sur M6

- États-Unis : 16,51 millions de téléspectateurs (première diffusion)

- Mitch Pileggi (Walter Skinner)
- William B. Davis (l'homme à la cigarette)
- Nicholas Lea (Alex Krycek)
- Mimi Rogers (Diana Fowley)
- Chris Owens (Jeffrey Spender)
- Laurie Holden (Marita Covarrubias)
- Veronica Cartwright (Cassandra Spender)
- James Pickens Jr (Alvin Kersh)
- Peter Donat (William Mulder)
- Tom Braidwood (Melvin Frohike)
- Dean Haglund (Richard Langly)
- Bruce Harwood (Byers)
- Don S. Williams (le premier aîné)
- Al Ruscio (l'aîné n°3)

### Épisode 13:Agua mala
- États-Unis : 21 février 1999 sur FOX
- France : 21 octobre 1999 sur M6

- États-Unis : 16,91 millions de téléspectateurs (première diffusion)

- Darren McGavin (Arthur Dales)
- Joel McKinnon Miller (le shérif Greer)
- Silas Weir Mitchell (Dougie)
- Max Kasch (Evan Shipley)
- Nichole Pelerine (Sara Shipley)

Un couple de scientifiques en biologie marine, ainsi que leur enfant, sont attaqués par une pieuvre
 

### Épisode 14:Lundi
- États-Unis : 28 février 1999 sur FOX
- France : 21 octobre 1999 sur M6

- États-Unis : 16,74 millions de téléspectateurs (première diffusion)

- Mitch Pileggi (Walter Skinner)
- Darren E. Burrows (Bernard)
- Carrie Hamilton (Pam)
- Arlene Pileggi (l'assistante de Skinner)
- Wayne Alexander (le directeur adjoint Arnold)

### Épisode 15:Bienvenue en Arcadie
- États-Unis : 7 mars 1999 sur FOX
- France : 28 octobre 1999 sur M6

- États-Unis : 17,91 millions de téléspectateurs (première diffusion)

- Peter White (Gene Gogolak)
- Tom Virtue (Dave Klein)
- Juliana Donald (Nancy Kline)
- Tom Gallop (Win Shroeder)
- Marnie McPhail (Cami Schroeder)
- Roger Morrissey (Ubermenscher)
- Debra Christofferson (Pat Verlander)
- Tim Bagley (Gordy)
- Abraham Benrubi (Big Mike)

### Épisode 16:Entre chien et loup
- États-Unis : 28 mars 1999 sur FOX
- France : 28 octobre 1999 sur M6

- États-Unis : 17,67 millions de téléspectateurs (première diffusion)

- Melinda Culea (Karin Berquist)
- Andrew Robinson (Dr. Ian Detweiler)
- James M. Connor (Jack Conroy)
- Thomas F. Duffy (Jeffrey Cahn)
- Lisa Picotte (Stacey Muir)
- Dana Lee (Yee)
- Michael Mantell (Dr. James Riley)

### Épisode 17:Trevor
- États-Unis : 11 avril 1999 sur FOX
- France : 11 novembre 1999 sur M6

- États-Unis : 17,65 millions de téléspectateurs (première diffusion)

- John Diehl (Wilson Pinker Rawls)
- Tuesday Knight (Jackie Gurwich)
- David Bowe (Robert Werther)
- Frank Novak (Raybert Fellowes)
- Jeffrey Schoeny (Trevor)
- Catherine Dent (June Gurwich)

### Épisode 18:À cœur perdu
- États-Unis : 18 avril 1999 sur FOX
- France : 4 novembre 1999 sur M6

- États-Unis : 15,2 millions de téléspectateurs (première diffusion)

- John Hawkes (Philip Padgett)
- Nestor Serrano (Ken Naciamento)
- Angelo Vacco (Kevin)
- Jillian Bach (Maggie)

### Épisode 19:Le Grand Jour
- États-Unis : 25 avril 1999 sur FOX
- France : 4 novembre 1999 sur M6

- États-Unis : 16,88 millions de téléspectateurs (première diffusion)

- Fredrik Lehne (Arthur Daless, jeune)
- M. Emmet Walsh (Arthur Dales, le frère)
- Jesse L. Martin (Josh Exley)
- Brian Thompson (Chasseur de primes extra-terrestre)
- Paul Willson (Ted)
- Darren McGavin (Arthur Dales, âgé) (scènes coupées)

- Il s'agit du premier épisode mis en scène par David Duchovny. Il avait déjà collaboré à quelques intrigues d'épisodes précédents.
- Le titre original The Unnatural fait référence au film culte The Natural, avec Robert Redford dans le rôle d’un prodige du baseball nommée Roy Hobbs.
- La tagline habituelle change : In The Big Inning ( « Dans le grand tour de batte »,  ou bien « Au commencement » en accolant les deux derniers mots).
- Chronologiquement, cet épisode devrait être diffusé avant Agua Mala, puisqu’on apprend par le frère d’Arthur Dales que ce dernier est parti s’installer en Floride.
- La durée de l'épisode, scènes coupées incluses, fait 47 minutes et 44 secondes (possible clin d’œil à l'affaire de Roswell en 1947).

### Épisode 20:Brelan d'as
- États-Unis : 2 mai 1999 sur FOX
- France : 11 novembre 1999 sur M6

- États-Unis : 12,94 millions de téléspectateurs (première diffusion)

- Tom Braidwood (Melvin Frohike)
- Dean Haglund (Langly)
- Bruce Harwood (Byers)
- Signy Coleman (Susanne Modeski)
- Michael McKean (Morris Fletcher)
- John Billingsley (Timmy)
- Phil Abrams (Little Fritz)
- Jim Fyfe (James Belmont)
- Charles Rocket (Grant Ellis)

- Bien que David Duchovny n'apparaisse pas dans l'épisode, on peut entendre sa voix au téléphone.
- Le personnage de Morris Fletcher (Michael McKean) réapparaît brièvement dans cet épisode, sa seconde fois après le double épisode Zone 51.
- Bien que Byers soutienne que le mot delamination (« délamination ») n'existe pas, il existe pourtant bel et bien.

### Épisode 21:Spores
- États-Unis : 9 mai 1999 sur FOX
- France : 18 novembre 1999 sur M6

- États-Unis : 15,38 millions de téléspectateurs (première diffusion)

- Mitch Pileggi (Walter Skinner)
- Robyn Lively (Angela Schiff)
- David Denman (Wallace Schiff)
- Jim Beaver (le coroner)
- Tom Braidwood (Melvin Frohike)
- Dean Haglund (Langly)
- Bruce Harwood (Byers)

### Épisode 22:Biogenèse
- États-Unis : 16 mai 1999 sur FOX
- France : 18 novembre 1999 sur M6

- États-Unis : 15,86 millions de téléspectateurs (première diffusion)

- Mitch Pileggi (Walter Skinner)
- Nicholas Lea (Alex Krycek)
- William B. Davis (l'homme à la cigarette)
- Mimi Rogers (Diana Fowley)
- Michael Ensign (Dr. Barnes)
- Floyd Westerman (Albert Hosteen)
- Bill Dow (Dr. Charles Burks)
- Warren Sweeney (Dr. Harriman)
- Michael Chinyamurinidi (Dr. Merkmallen)
- Murray Rubinstein (Dr. Sandoz)